# Kawai (Nara)

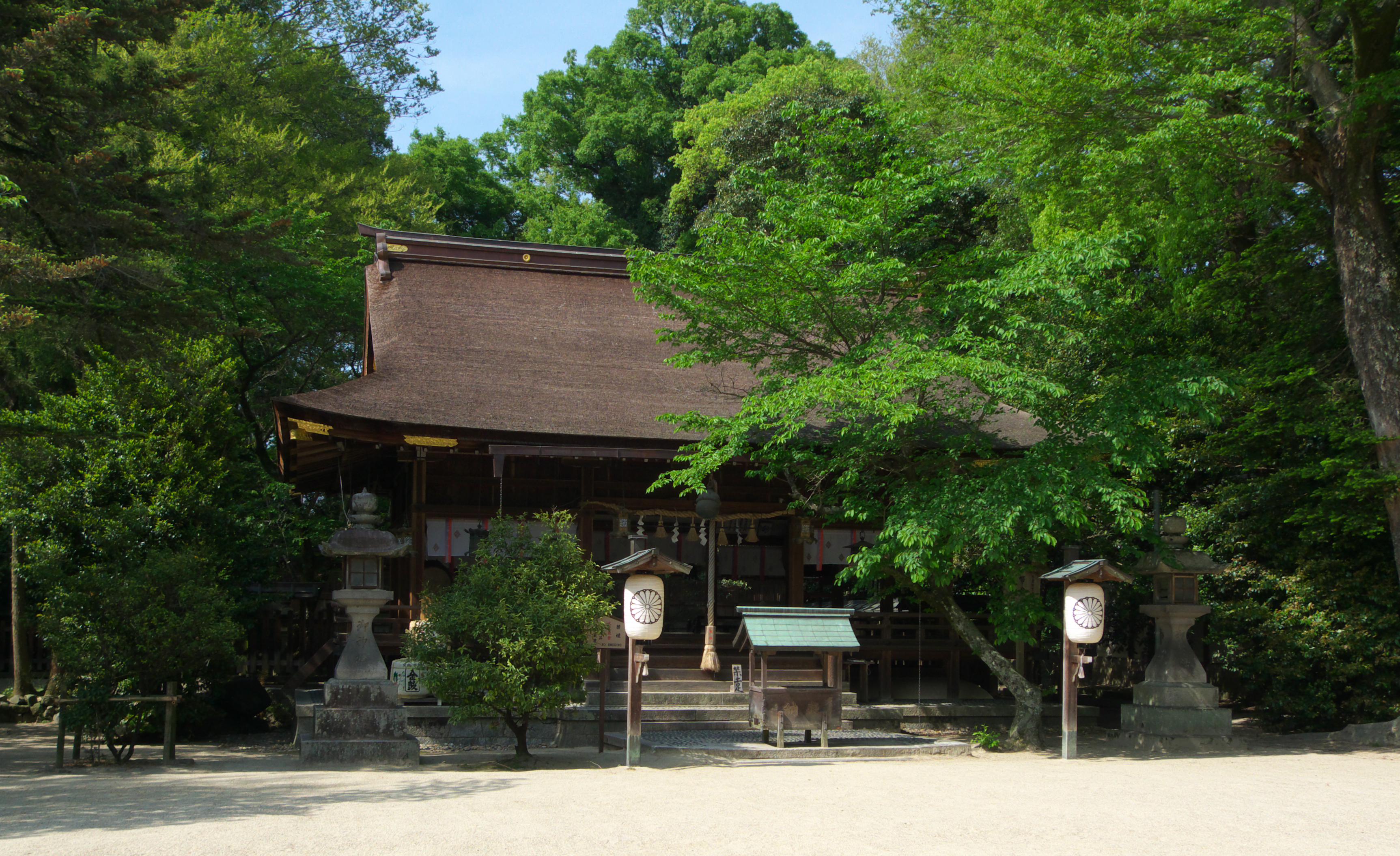
Gran santurari de Hirose (Hirose Taisha)

Kawai (河合町, Kawai-chō) és una vila i municipi pertanyent al districte de Kita-Katsuragi de la prefectura de Nara, a la regió de Kansai, Japó. Kawai és el municipi menys populós del districte de Kita-Katsuragi.

## Geografia
La vila de Kawai es troba localitzada a la part nord-oest de la prefectura de Nara i al bell mig del districte de Kita-Katsuragi. A Kawai s'hi troba la Nishi-Yamato New Town, una ciutat dormitori pròpia de l'època de la bambolla econòmica japonesa. El terme municipal de Kawai limita amb els d'Ikaruga i Ando al nord; amb Ōji i Kanmaki a l'oest; amb Kawanishi i Miyake a l'est i amb Kōryō al sud.

### Barris
Els chōchō o barris de la vila són els següents:
- Ikebe (池部)
- Izumidai (泉台)
- Irodorinomori (彩りの杜)
- Ōwada (大輪田)
- Kawai (川合)
- Kusurii (薬井)
- Kumigaoka (久美ケ丘)
- Samita (佐味田)
- Jōnai (城内)
- Seiwadai (星和台)
- Takatsukadai (高塚台)
- Chōraku (長楽)
- Naka-Yamadai (中山台)
- Nagura (穴闇)
- Nishi-Nagura (西穴闇)
- Nishi-Yamadai (西山台)
- Hirosedai (広瀬台)
- Yamanobō (山坊)

## Història
En temps antics, des d'aproximadament el període Nara fins a la fi del període Tokugawa, la zona on actualment es troba la vila de Kawai va pertànyer al ja desaparegut districte de Hirose de l'antiga província de Yamato. Amb la restauració Meiji i sota la nova llei de municipis, l'1 d'abril de 1889 es creà el poble de Kawai, aleshores al districte de Hirose. El 12 de febrer de 1892 Kawai perd part del seu terme municipal en favor del poble de Hashio (actualment Kōryō. L'1 d'abril de 1897 en dissoldre's el districte de Hirose, Kawai passa a formar part fins a l'actualitat del districte de Kita-Katsuragi. A la dècada de 1960, a l'empara del desarrollisme de post-guerra, es crea la Nishi-Yamato New Town. L'1 de juliol de 1971, Kawai oficialitza el seu escut i l'1 de desembre del mateix any assoleix la categoria de vila, que manté en l'actualitat.

## Demografia
| 1920   | 1930   | 1940   | 1950   | 1960  | 1970  | 1980   |
| ------ | ------ | ------ | ------ | ----- | ----- | ------ |
| 4.648  | 5.075  | 5.470  | 6.644  | 6.546 | 7.693 | 15.793 |
| 1990   | 2000   | 2010   | 2020   | 2030  | 2040  | 2050   |
| 19.408 | 20.126 | 18.499 | 17.001 | -     | -     | -      |

## Transport

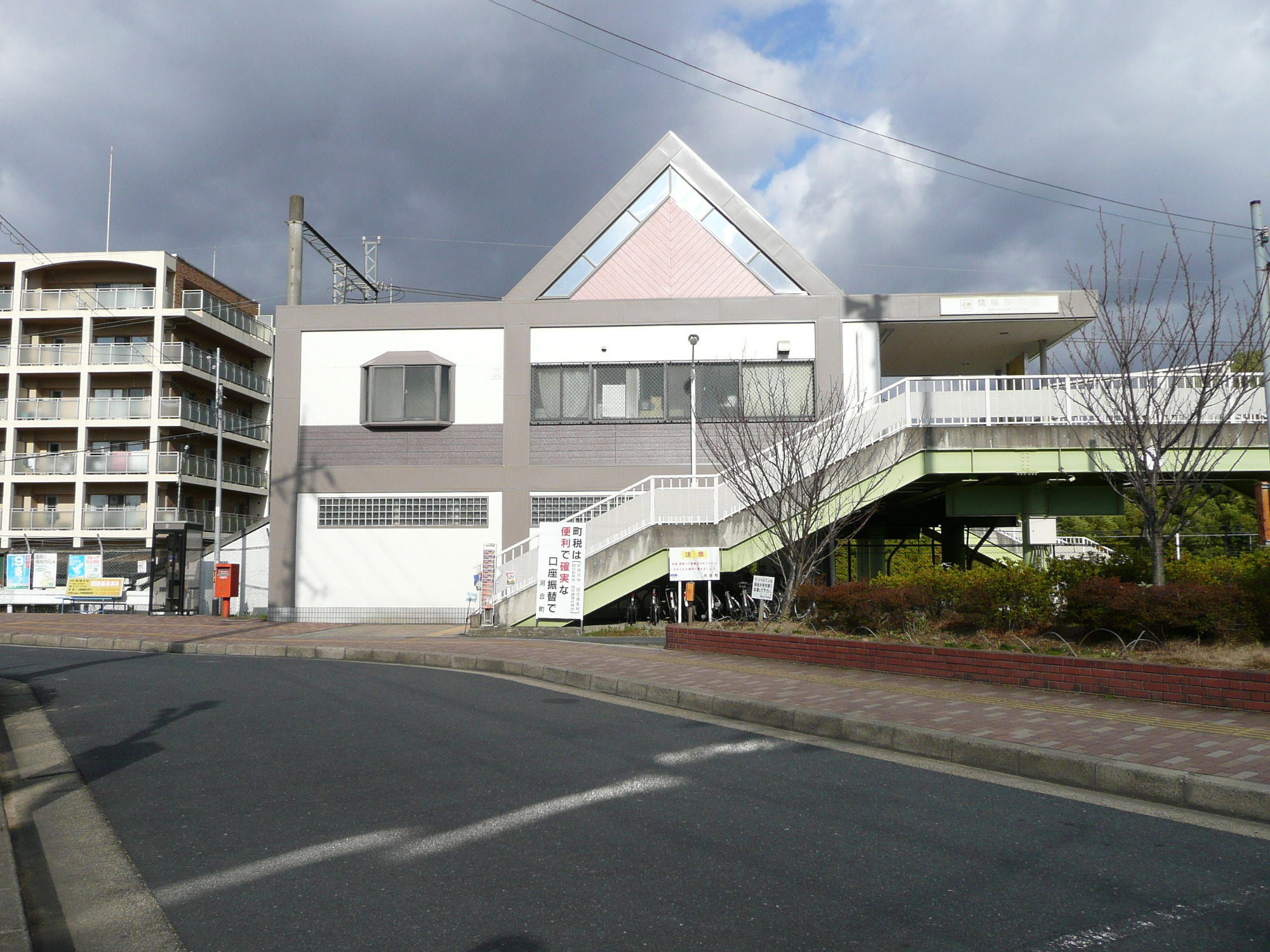
Estació de Samitagawa

### Ferrocarril
- Ferrocarril Kinki Nippon (Kintetsu)
  - Ōwada - Samitagawa - Ikebe

### Carretera
- Autopista Nishi-Meihan
- Xarxa de carreteres prefecturals de Nara.

## Agermanaments
- Majuro, Illes Marshall.[4] (6 de febrer de 1985)
- Hida, prefectura de Gifu, Japó. (27 de desembre de 2002)